# الاتحاد التونسي للصناعة والتجارة والصناعات التقليدية
الاتحاد التونسي للصناعة والتجارة والصناعات التقليدية هو منظمة الأعراف التونسيين في قطاعات الصناعة والتجارة والحرف، وقد تأسس عام 1947.

## تاريخ
تأسس الاتحاد في 16 و17 جانفي 1947 تحت تسمية الاتحاد لنقابات الصنايعية وصغار التجار بالقطر التونسي، وعقد ثاني مؤتمر له في أفريل 1948 وقد اتخذ خلاله تسمية الاتحاد التونسي للصناعة والتجارة ويعرف حاليا باسم الاتحاد التونسي للصناعة والتجارة والصناعات التقليدية.
كانت البدايات الأولى لتأسيس الاتحاد بمبادرة من الشيوعيين التونسيين، ولكن سرعان ما وقع استيعابه من قبل الحزب الحر الدستوري الجديد سلف التجمع الدستوري الذي وقع حله إثر الثورة التونسية 2011 تونس.

## رؤساء الاتحاد
ترأس الهيئة الأولى للاتحاد محمد شمام ثم خلفه محمد بن عبد القادر فيما بين 1948 و1960. ثم الفرجاني بالحاج عمار حتى 1964 ، ثم عز الدين عاشور فالفرجاني بالحاج عمار من جديد بين 1971 و1988، و منذ تلك السنة الهادي الجيلاني ولكن نظرا لعلاقة الجيلاني بعائلات طرابلسية أصهار الرئيس المخلوع بن علي وعلى إثر الثورة التونسية 19 يناير 2011، وتحت ضغط من عدة مئات من التونسيين قرر الجيلاني في النهاية إلى الاستقالة .بعد ثورة ترأسته وداد بوشماوي
- يناير 1947 - أبريل 1948: محمد شمام
- أبريل 1948 - أكتوبر 1960: محمد بن عبد القادر
- أكتوبر 1960 - يوليو 1988: الفرجاني بالحاج عمار
- يوليو 1988 - يناير 2011: الهادي الجيلاني
- يناير - مارس 2011: محمد بن سدرين (منسق عام)
- مارس - مايو 2011: حمادي بن سدرين
- مايو 2011 - يناير 2018: وداد بوشماوي
- يناير 2018 - الآن: سمير ماجول

## هيكلته
للاتحاد فروع جهوية في مركز كل ولاية، وهذه الفروع تسمى اتحادات جهوية للصناعة والتجارة والصناعات التقليدية.

## مؤتمراته
- المؤتمر الأول: 16-17 يناير 1947.
- المؤتمر 2: 14-16 أبريل 1948.
- المؤتمر 3: 17-19 سبتمبر 1951.
- المؤتمر 4: 8-10 أفريل 1955.
- المؤتمر 5: 31 أكتوبر 1960.
- المؤتمر 6: 23-25 نوفمبر 1963.
- المؤتمر 7: 13-15 أفريل 1972.
- المؤتمر 8: 12-14 مارس 1975.
- المؤتمر 9: 24-26 مايو 1980.
- المؤتمر 10: 4-6 سبتمبر 1985.
- المؤتمر 11: 29-31 سبتمبر 1990.
- المؤتمر 12: 29-30 نوفمبر 1995.
- المؤتمر 13: 23-25 نوفمبر 2001.
- المؤتمر 14: 21-22 نوفمبر 2006.

## وصلات خارجية
- الموقع الرسمي للاتحاد التونسي للصناعة والتجارة والصناعات التقليدية (فرنسية)
- ستون سنة من وجود الاتحاد (فرنسية)

## مرجع
- الهادي التيمومي، نقابات الأعراف التونسيين (1932-1955)، دار محمد علي الحامي، صفاقس-تونس 1982.